# Verlin
Verlin és un municipi francès, situat al departament del Yonne i a la regió de Borgonya - Franc Comtat. L'any 2007 tenia 414 habitants.

## Demografia

### Població
El 2007 la població de fet de Verlin era de 414 persones. Hi havia 171 famílies, de les quals 42 eren unipersonals (19 homes vivint sols i 23 dones vivint soles), 55 parelles sense fills, 51 parelles amb fills i 23 famílies monoparentals amb fills.
La població ha evolucionat segons el següent gràfic:
Habitants censats

### Habitatges
El 2007 hi havia 248 habitatges, 171 eren l'habitatge principal de la família, 60 eren segones residències i 17 estaven desocupats. 247 eren cases i 1 era un apartament. Dels 171 habitatges principals, 155 estaven ocupats pels seus propietaris, 10 estaven llogats i ocupats pels llogaters i 7 estaven cedits a títol gratuït; 1 tenia una cambra, 15 en tenien dues, 27 en tenien tres, 48 en tenien quatre i 81 en tenien cinc o més. 117 habitatges disposaven pel capbaix d'una plaça de pàrquing. A 70 habitatges hi havia un automòbil i a 89 n'hi havia dos o més.

### Piràmide de població
La piràmide de població per edats i sexe el 2009 era:
| Homes | Edats   | Dones |
| ----- | ------- | ----- |
| 0     | 95 o +  | 0     |
| 0     | 90 a 94 | 0     |
| 8     | 85 a 89 | 8     |
| 0     | 80 a 84 | 8     |
| 8     | 75 a 79 | 12    |
| 4     | 70 a 74 | 8     |
| 8     | 65 a 69 | 12    |
| 24    | 60 a 64 | 8     |
| 8     | 55 a 59 | 8     |
| 16    | 50 a 54 | 8     |
| 16    | 45 a 49 | 16    |
| 8     | 40 a 44 | 12    |
| 4     | 35 a 39 | 8     |
| 12    | 30 a 34 | 16    |
| 12    | 25 a 29 | 0     |
| 12    | 20 a 24 | 0     |
| 12    | 15 a 19 | 12    |
| 4     | 10 a 14 | 8     |
| 4     | 5 a 9   | 12    |
| 4     | 0 a 4   | 4     |

## Economia
El 2007 la població en edat de treballar era de 262 persones, 187 eren actives i 75 eren inactives. De les 187 persones actives 178 estaven ocupades (93 homes i 85 dones) i 10 estaven aturades (5 homes i 5 dones). De les 75 persones inactives 39 estaven jubilades, 14 estaven estudiant i 22 estaven classificades com a «altres inactius».

### Ingressos
El 2009 a Verlin hi havia 175 unitats fiscals que integraven 426,5 persones, la mediana anual d'ingressos fiscals per persona era de 18.388 €.

### Activitats econòmiques
Dels 17 establiments que hi havia el 2007, 1 era d'una empresa de fabricació d'altres productes industrials, 5 d'empreses de construcció, 3 d'empreses de comerç i reparació d'automòbils, 2 d'empreses de transport, 1 d'una empresa d'hostatgeria i restauració, 1 d'una empresa d'informació i comunicació, 1 d'una empresa financera, 1 d'una empresa immobiliària i 2 d'empreses de serveis.
Dels 5 establiments de servei als particulars que hi havia el 2009, 1 era un paleta, 1 guixaire pintor, 1 fusteria, 1 lampisteria i 1 restaurant.
L'any 2000 a Verlin hi havia 7 explotacions agrícoles.

## Equipaments sanitaris i escolars
El 2009 hi havia una escola maternal integrada dins d'un grup escolar amb les comunes properes formant una escola dispersa.

## Poblacions més properes
El següent diagrama mostra les poblacions més properes.